# Google Pay
Google Pay (trước đây là Pay with Google và Android Pay) là một nền tảng ví điện tử và hệ thống thanh toán trực tuyến được phát triển bởi Google nhằm triển khai hình thức thanh toán trong ứng dụng và chạm để thanh toán trên các thiết bị di động, cho phép người dùng thực hiện giao dịch bằng điện thoại, máy tính bảng hoặc đồng hồ thông minh chạy Android.
Tới ngày 8 tháng 1 năm 2018, hai dịch vụ cũ là Android Pay và Google Wallet đã hợp nhất thành một hệ thống thanh toán duy nhất gọi là Google Pay. Android Pay được đổi tên thành Google Pay. Nó cũng sẽ lấy luôn tên của tính năng tự động điền trong Google Chrome. Google Pay sẽ có tất cả các tính năng của Android Pay, trong khi các tính năng của Google Wallet như yêu cầu và gửi tiền sẽ xuất hiện trong Google Pay Send, hiện đang là một ứng dụng riêng biệt.
Dịch vụ mới cung cấp một API mới cho phép người bán hàng thêm dịch vụ này vào trang web, ứng dụng, Stripe, Braintree, và Google Assistant. Dịch vụ cho phép người dùng sử dụng thẻ thanh toán mà họ đã liên kết với Google Play.

## Dịch vụ

Dấu hiệu điểm chấp nhận thanh toán Google Pay

Google Pay sử dụng công nghệ giao tiếp tầm gần (NFC) để truyền dẫn thông tin thẻ thực hiện giao dịch cho nhà bán lẻ. Nó sẽ thay thế các giao dịch thông qua chip và PIN hay dải từ của thẻ tín dụng hay thẻ ghi nợ tại các máy thanh toán POS bằng cách cho phép người dùng tải những thông tin này lên ví Google Pay. Nó tương tự như các giao dịch không tiếp xúc đã được dùng tại nhiều nước, bổ sung thêm xác thực hai nhân tố. Dịch vụ cho phép các thiết bị Android giao tiếp không dây với các hệ thống thiết bị bán hàng sử dụng ăng ten NFC, giả lập thẻ chủ (HCE) và hệ thống bảo mật của Android.
Google Pay sẽ sử dụng các cách xác thực vật lý ví dụ như vân tay khi có thể. Trên các thiết bị không có nhận dạng vân tay, Google Pay được kích hoạt bằng mật khẩu số. Khi người dùng thực hiện thanh toán, Google Pay không gửi số thẻ tín dụng hay ghi nợ thực hiện giao dịch. Thay vào đó nó tạo một số tài khoản ảo đại diện cho thông tin tài khoản người dùng. Dịch vụ giữ bí mật cho thông tin giao dịch của khách hàng, gửi mã bảo mật dùng một lần thay vì chi tiết thẻ hay người dùng.
Google Pay yêu cầu phải đặt khóa màn hình điện thoại.
Người dùng có thể thêm thẻ thanh toán vào dịch vụ bằng cách chụp lại thẻ, hoặc điền thủ công thông tin thẻ. Để trả tiền tại thiết bị bán hàng, người dùng sẽ đưa thiết bị đã được xác minh vào hệ thống bán hàng. Dịch vụ có hệ thống xác thực thông minh, cho phép hệ thống phát hiện khi nào thiết bị được coi là an toàn (ví dụ như liệu trong năm phút qua đã được mở khóa lần nào chưa) và nếu cần thì hỏi thông tin mở khóa. CEO của Spring là Alan Tisch nói rằng Google Pay giúp cải thiện ngành mua sắm di động bằng cách đưa vào một "nút mua" được Google Pay hỗ trợ và tích hợp vào thiết kế sáng tạo của nhà bán hàng.

## Hỗ trợ

### Các nước hỗ trợ
| Ngày                        | Hỗ trợ thẻ phát hành tại |
| --------------------------- | ------------------------ |
| 11 tháng 9 năm 2015         | Hoa Kỳ                   |
| 18 tháng 5 năm 2016         | Anh Quốc                 |
| 27 tháng 6 năm 2016         | Singapore                |
| 13 tháng 7 năm 2016         | Úc                       |
| 20 tháng 10 năm 2016        | Hồng Kông                |
| 17 tháng 11 năm 2016        | Ba Lan                   |
| 1 tháng 12 năm 2016         | New Zealand              |
| 7 tháng 12 năm 2016         | Ireland                  |
| 13 tháng 12 năm 2016        | Nhật Bản                 |
| 7 tháng 3 năm 2017          | Bỉ                       |
| 23 tháng 5 năm 2017         | Nga                      |
| 31 tháng 5 năm 2017         | Canada                   |
| 1 tháng 6 năm 2017          | Đài Loan                 |
| 26 tháng 7 năm 2017         | Tây Ban Nha              |
| 1 tháng 11 năm 2017         | Ukraina                  |
| 14 tháng 11 năm 2017        | Brasil                   |
| 14 tháng 11 năm 2017        | Cộng hòa Séc             |
| 28 tháng 2 năm 2018         | Slovakia                 |
| Mùa xuân 2018 (sắp tới đây) | Pháp                     |
| CTB 2018                    | Hàn Quốc                 |

Các nước hỗ trợ Google Pay (tính tới tháng 6 năm 2023)

Nền vàng nhạt: ban đầu hỗ trợ với tên Android Pay.

### Các mạng lưới hỗ trợ
- Visa / Visa Debit
- MasterCard /5174160009135709.06/25. Debit MasterCard
- American Express
- Discover
- Diners Club
- Visa Electron
- JCB
- Maestro
- PayPal tại Hoa Kỳ
- EFTPOS tại Úc
- Interac tại Canada
- nanaco thẻ cộng điểm tại Nhật Bản
- Edy thẻ cộng điểm tại Nhật Bản